# Monseñor Nouel
Monseñor Nouel és una província de la República Dominicana. Va ser escindida de la província de La Vega el 1982. El seu nom prové de Monseñor Adolfo Alejandro Nouel y Bobadilla (1862-1937), Arquebisbe de Santo Domingo i breument President de la República entre 1912 i 1913.
Des de 20 de juny de 2006, la província esta dividida en els següents municipis i districtes:
- Bonao: districtes municipals Arroyo Toro-Masipedro, Jayaco i Juma Bejucal
- La Salvia-Los Quemados: districte Sabana del Puerto
- Maimón
- Piedra Blanca: districtes Juan Adrián i Villa Sonador

Llista dels municipis amb població segons el cens de 2012:
| Nom                      | Població total | Població urbana | Població rural |
| ------------------------ | -------------- | --------------- | -------------- |
| Bonao                    | 158.034        | 97.990          | 60.044         |
| Maimón                   | 18.655         | 14.069          | 4.586          |
| Piedra Blanca            | 24.785         | 16.090          | 8.695          |
| Monseñor Nouel Província | 201.474        | 120.754         | 80.720         |